# Autoritat Coppé
L'Autoritat Coppé fou la sisena i última Alta Autoritat de la Comunitat Europea del Carbó i de l'Acer (CECA), si bé aquesta Autoritat presidida pel belga Albert Coppé funcionà de forma interina entre març i juliol de 1967.

## Nomenament
Aquesta Autoritat interina fou nomenada el 8 de març del 1967, i finalitzà la seva actuació 6 de juliol de 1967. La seva raó de ser fou aconseguir la correcta integració de l'Alta Autoritat de la CECA amb la Comissió Chatenet, responsable del control de la Comunitat Europea de l'Energia Atòmica (Euratom), i amb la Comissió Hallstein, responsable del control de la Comunitat Econòmica Europea (CEE). Així doncs, en virtut del Tractat de fusió de les Comunitats Europees signat l'any 1965, que entrà en vigor el juliol de 1967, l'òrgan resultant d'aquesta fusió fou la Comissió Rey, la primera Comissió conjunta de les Comunitats Europees.